# Petrus Venerabilis
Petrus Venerabilis, (francia: Pierre le Vénérable, magyarul: Tiszteletreméltó Péter) (Auvergne, 1092 körül – Cluny, 1156. december 25.) a cluny bencés apátság apátja volt. Szentként tisztelték, de hivatalosan soha nem avatták szentté. A katolikus egyház ma az áldottak közé sorolja, december 25-én emlékeznek meg róla. Kultusza 1862-ben pápai jóváhagyást kapott.
Cluny híres főapátjai (Odo, Odilo, Majolus) sorába tartozik. Az ő szervezőmunkájának köszönhető a Korán első latin fordítása.
Az 1130-as pápai válságkor csatlakozott Clairvaux-i Bernáthoz, II. Ince pápát támogatva, és ezzel gyengítve az ellenpápa, II. Anaklét pozícióját. Miután Pierre Abélard filozófus tanításait elítélték a sensi zsinaton (1140), befogadta őt Clunyban, és kibékítette Bernáttal és a pápával.

## Élete
Pétert szülei Istennek ajánlották, és Cluny kongregációhoz tartozó Sauxillanges apátságába adták gyerekként. Itt 17 
évesen tett fogadalmat, majd mivel kitűnt tehetségével, húszévesen Vézelay, majd ezzel egyidejűleg Domene apátságainak
priorja lett. Harmincévesen a Benedek-rend generálisává választották. Péter a Cluny-bencések megreformálásának 
szentelte életét, mivel a korábbi főapátot, Pontiust elmozdította a pápa, valamint mivel egy új szerzetesrend, a ciszterciek vezéralakja, Clairvaux-i Bernát is heves támadásokat intézett a clunyiek gazdagsága ellen.
Péter hamarosan ismert és elismert nemzetközi közéleti szereplő lett, sok országban töltött be diplomáciai küldetést. Jelentőségét jelzi, hogy számos egyházi zsinaton vehetett részt és vállalt fontos szerepet. 1134-ben, a pisai zsinaton egy egyházszakadást sikerült elkerülnie, mivel tekintélyét II. Innocentius római pápa mellé állította. Hasonlóképpen járt el az 1147-es reimsi zsinaton is. Menedéket nyújtott Pierre Abélard kora-skolasztikus filozófusnak, miután a sens-i zsinat elítélte tanait, Abélard halálakor pedig személyesen oldozta föl őt vétkei alól Héloise kérésére.
Péter szerepe kiemelkedő az Iszlám és a Judaizmus megismerésében, kiterjedt levelezése pedig fényt vet korának, a 12. századi reneszánsznak a főbb szereplőire, illetve teológiai vitáira. Levelezései és diplomáciai küldetései, valamint a kongregációba tartozó kolostorok vizitációja során a legjobb barátságba Péter Henry of Blois, Winchester és Glastonbury püspökével került. A korábbi II. Szilveszter pápához hasonlóan, de már a keresztes háborúk ideje alatt hosszú tanulmányutat tett Hispániában, ahol számos magas rangú muszlim illetve zsidó tudóssal tanult együtt, valamint találkozott a Koránt fordító Cluny kongregációba tartozó bencésekkel (Toledói Péter, Poitiers-i Péter, Karinthiai Herman). Maga a fordítás 1138 és 1142 között készült el, a végső változat pedig 1143. júniusában, vagy júliusában látott napvilágot. A Korán-fordítás hamarosan elterjedt olvasmány lett a bencések között, magát Pétert pedig két, "a szaracén eretnekség" elleni könyv megírására sarkallta.
1156. december 25-én halt meg Clunyben. Nem kanonizálták, de szentként tisztelik, emléknapja május 1.
2009. október 15-én XVI. Benedek pápa Petrus Venerabilisről szóló katekézisében arról értekezett, hogy az egykori apáthoz 
hasonlóan a keresztényeknek a megértést és a békét kell keresniük.

## Művei
- Liber contra sectam sive heresim Saracenorum
- Summa totius heresis Saracenorum

## Művei magyarul
- A középkori művészet történetének olvasókönyve. Budapest, Marosi Ernő - Tamás Zsuzsanna, Balassi Kiadó, 1997. Online elérés